# Apoštolská prefektura Dolní Kongo v Cubangu
Apoštolská prefektura Dolní Kongo v Cubangu byla prefektura římskokatolické diecéze, nacházející se ve střední Africe v povodí Konga.

## Historie
Roku 1640 byla vytvořena apoštolská prefektura Dolní Kongo, z části diecéze São Paulo de Loanda.
Dne 22. listopadu 1886 byla z části jejího území vytvořena Misie sui iuris Congo Belge.
Roku 1886 byla přejmenována na Dolní Kongo v Cubangu.
Roku 1900 byla část jejího území převzata pro vytvoření Misie sui iuris Lunda.
Dne 4. září 1940 byla prefektura zrušena a její území přesunuto do arcidiecéze Luanda.

## Seznam prefektů
- Ignace Schwindenhammer, C.S.Sp. (1866-1881)
- Pascal Campana, C.S.Sp. (1887-1901)
- Faustino Moreira dos Santos, C.S.Sp. (1919-1941)